# Quellen-Brauerei

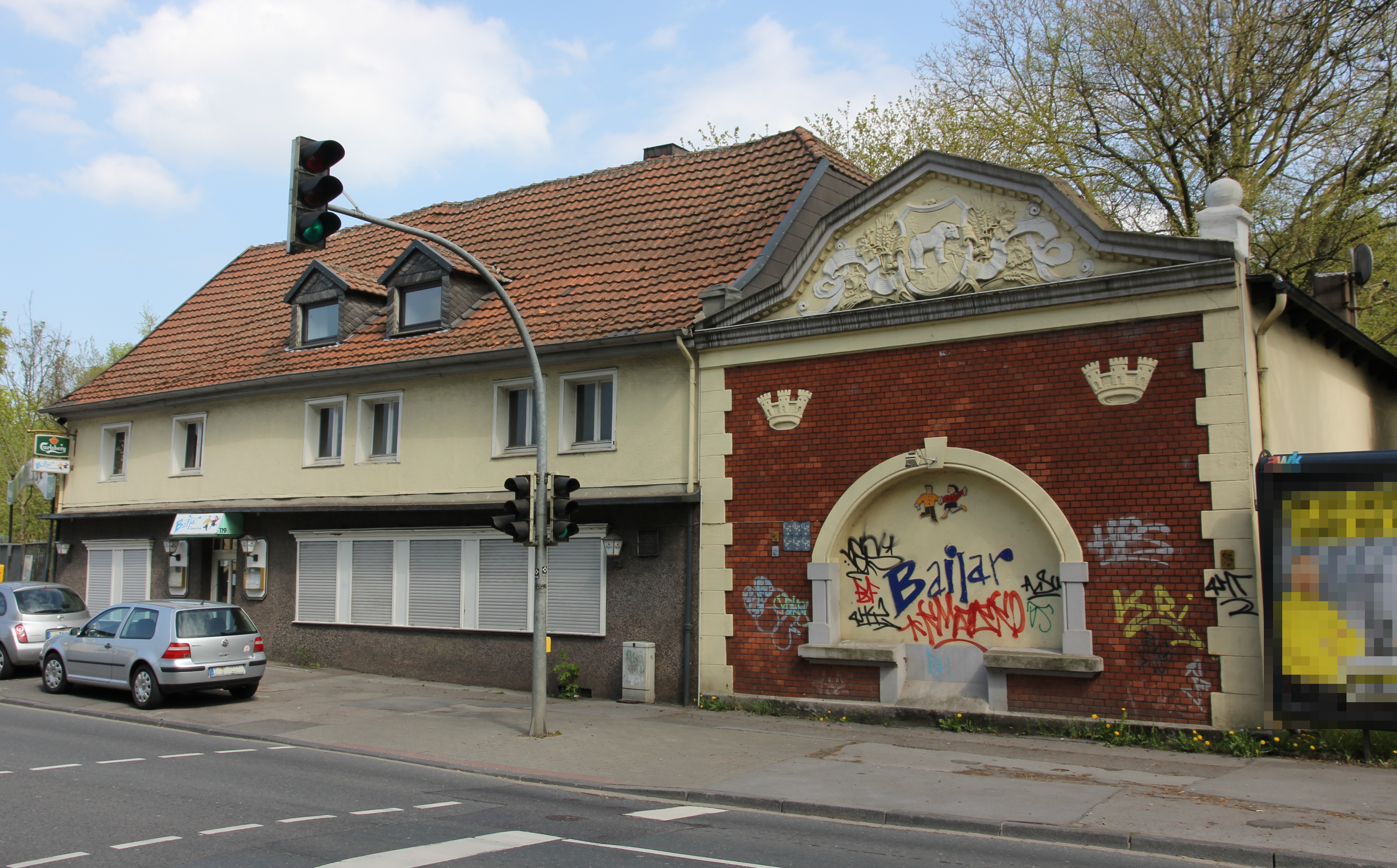
Gebäude mit Logo und Wappen

Die Quellen-Brauerei GmbH war eine Bierbrauerei im Dortmunder Stadtteil Schüren.
Die Brauerei wurde 1817 als Familienunternehmen gegründet. 1923 wurde sie von der Ritter Brauerei aufgekauft. Das Brauhaus befand sich an der heutigen Schüruferstraße, direkt angrenzend an die 1997 abgerissene Weinessig- und Sauerkonservenfabrik Hengstenberg, eine Zweigstelle des Esslinger Unternehmens Hengstenberg. Gebraut wurde unter anderem ein Bier mit dem Namen „Doppel-Kraft-Urquell“. Die Gebäudeteile wurden noch viele Jahre von einer Tanzschule genutzt. Das Gebäude existiert mittlerweile nicht mehr. Es wurde um 2019 abgerissen.  

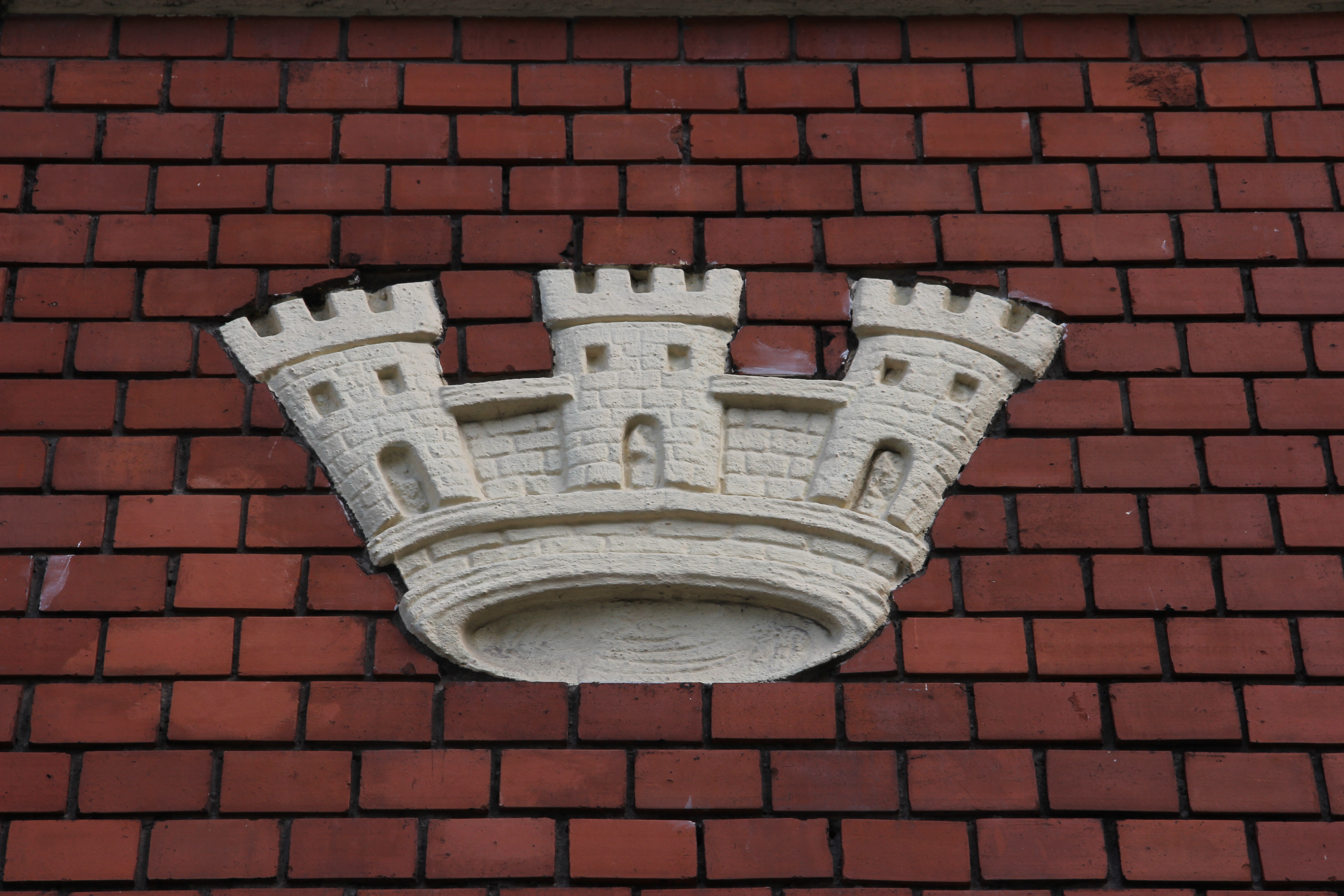
Dreizackige Krone als Logo
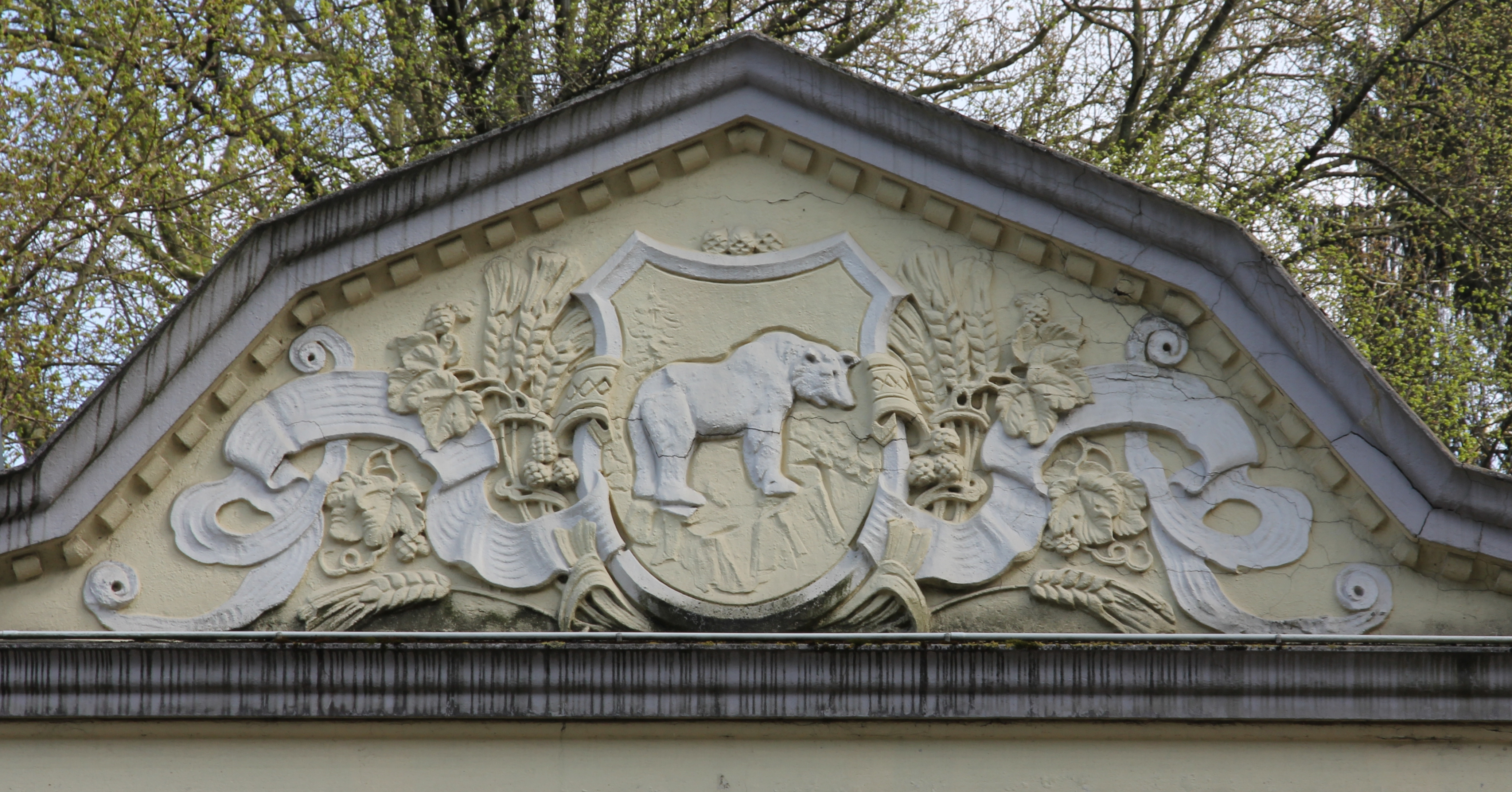
Bären-Wappen am Giebel